# 阿姆波浪足球俱乐部
阿姆波浪（英语：Mawjhai Amu 波斯语：موج‌های آمو）足球俱乐部是阿富汗的一个足球队。他们现在混迹于阿富汗超级足球联赛。他代表了阿富汗的东北地区。

## 队名由来
阿姆河是阿富汗最大的河流，起源于帕米尔高原，流经阿富汗，注入咸海。在阿富汗北部和西部（支流以及干流）共计近2600千米，希腊人称它奥克苏斯河。阿姆河保证了整个阿富汗北部的农业生产，如果没有他，很多人都会受到影响。"Mawjhai"即为波浪的意思，阿姆波浪这个足球队的目标是就像海浪一般冲击并震惊阿富汗，他希望能给阿富汗北部的一些省份带来胜利和荣耀。